# Omar Larrosa
Omar Rubén Larrosa (ur. 18 listopada 1947 w Buenos Aires) – piłkarz argentyński grający na pozycji środkowego pomocnika.

## Kariera klubowa
Larrosa rozpoczynał piłkarską karierę w klubie Boca Juniors, w którym zadebiutował już w 1967 roku. Grał tam przez 2 sezony, po czym dostał pozwolenie na odejście i w 1969 roku został zawodnikiem lokalnego rywala, Argentinos Juniors Buenos Aires. Zespół spadł z ligi, ale Larrosa był jego najlepszym zawodnikiem i wtedy też kierownictwo Boca ściągnęło go z powrotem do siebie. W 1970 roku wywalczył swój pierwszy sukces w karierze – mistrzostwo fazy Nacional, pomimo tego, że w finale z Rosario Central nie wystąpił. W 1971 roku Larrosa wyjechał aż do Gwatemali i przez rok grał w zespole mistrza kraju, CSD Comunicaciones i był uważany za najlepszego piłkarza w tamtym regionie. W 1972 roku został zawodnikiem Huracanu Buenos Aires, gdzie grał przez 4 sezony. Wtedy klub ten odnosił jedne z największych sukcesów w historii i w 1973 roku został mistrzem fazy Metropolitano, a w latach 1975 i 1976 jej wicemistrzem. W 1977 roku Larrosa podpisał kontrakt z CA Independiente. Grał tam przez 3 lata i w tym okresie dwukrotnie wygrywał z zespołem fazę Nacional. W 1980 opuścił Independiente i przez rok grał w CA Vélez Sarsfield. W 1981 roku Larrosa był piłkarzem jedenastki San Lorenzo de Almagro, jednak zespół ten rozegrał słaby sezon i pierwszy raz w historii spadł do drugiej ligi. Wtedy też Larrosa zdecydował się zakończyć piłkarską karierę w wieku 34 lat.

## Kariera reprezentacyjna
W reprezentacji Argentyny Larrosa zadebiutował w 1977 roku. Rok później został powołany przez selekcjonera Cesara Luisa Menottiego do kadry na mistrzostwa świata, których gospodarzem była Argentyna. Na turnieju był rezerwowym i zagrał najpierw w grupowym meczu z Peru (6:0), a następnie w wygranym 3:1 po dogrywce finale z Holandią (w 66. minucie zmienił Osvaldo Ardilesa) i został z kolegami mistrzem świata. Karierę reprezentacyjną zakończył w tym samym roku, a w kadrze „Albicelestes” przez 2 lata wystąpił w 11 meczach.

## Sukcesy
- Mistrzostwo fazy Nacional: 1970 z Boca Juniors, 1977, 1978 z Independiente
- Mistrzostwo fazy Metropolitano: 1973 z Huracanem
- Mistrzostwo świata: 1978